# Palmgrove-Nationalpark
Der Palmgrove-Nationalpark (engl.: Palmgrove National Park) ist ein Nationalpark im Südosten des australischen Bundesstaates Queensland. Er liegt 458 Kilometer nordwestlich von Brisbane und 185 Kilometer nördlich von Roma an der Fitzroy Developmental Road.
Der Park dient ausschließlich wissenschaftlichen Zwecken nach dem Nature Conservation Act 1992 in der höchsten Schutzstufe und ist der Öffentlichkeit nicht zugänglich.

## Landesnatur
Der Park besteht aus trockenem, wilden Sandsteinland.

## Flora und Fauna
Die Vegetation besteht aus lichtem und auch dichtem Eukalyptus- und Akazienwald, wie auch aus subtropischem Regenwald. Zu den gefährdeten Ökosystemen gehören.
- Acacia harpophylla und Eucalyptus cambageana, lichter Wald auf feinkörnigem Sedimentfelsboden.
- Acacia harpophylla und/oder Casuarina cristata, lichter Wald auf feinkörnigem Sedimentfelsboden.
- Macropteranthes leichhardtii, dichter Wald auf feinkörnigem Sedimentfelsboden.
- Gemischter Regenwald (engl.: semi-evergreen vine thicket) in geschützter Lage auf grob- und mittelkörnigem Sedimentfelsboden.

Zwergbeutelmarder wurden im Park gesehen.

### Important Bird Area
Der Park wurde von BirdLife International zur Important Bird Area (IBA) erklärt, weil er einer isolierten Population (über 10 Paare) des empfindlichen (engl.: vulnerable) Schwarzbrust-Laufhühnchens (Turnix melanogaster) einen Lebensraum bietet. Dieses Vorkommen ist das in Australien am weitesten im Westen gelegene. Ebenfalls gibt es die auch als empfindlich eingestuften Braunkopf-Rabenkakadus.